# Frea subcostata
Frea subcostata là một loài bọ cánh cứng trong họ Cerambycidae.